# Rimland

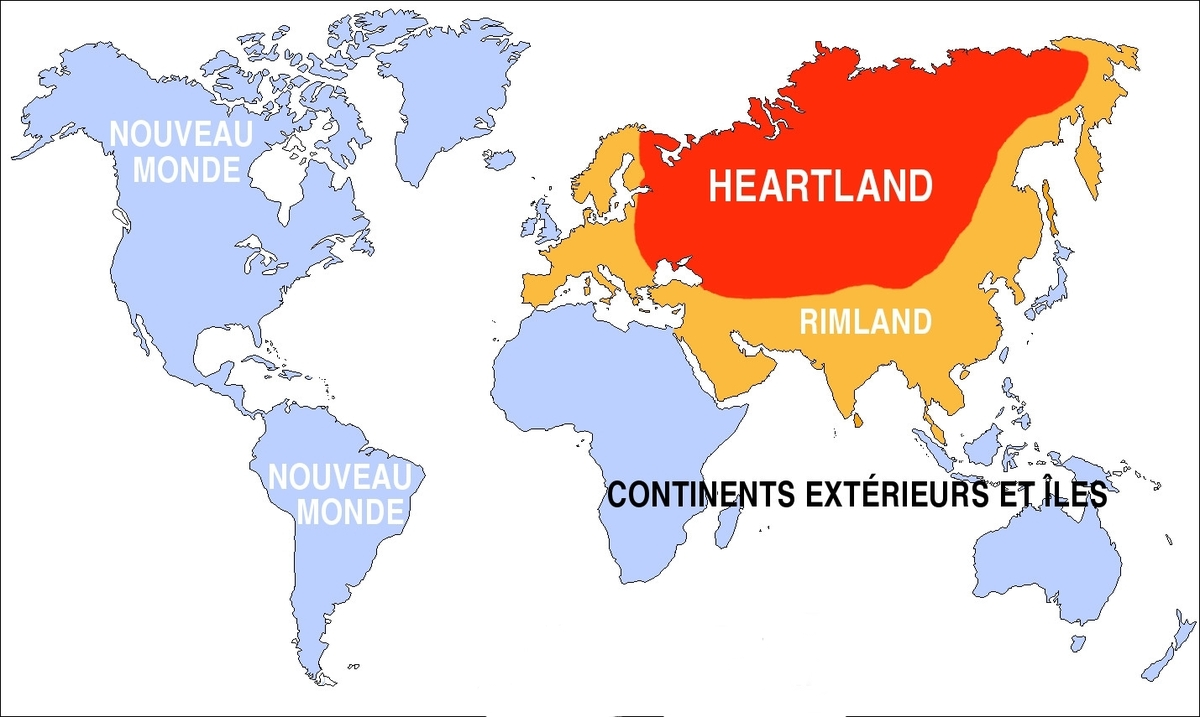
Carte du Rimland superposée au Heartland

Le Rimland ou la Théorie du Rimland, (rim signifiant « bord » ou « contour » en français) est un concept géostratégique créé par Nicholas John Spykman, professeur de relations internationales à l’Université de Yale. Selon Spykman, le Rimland est la frange maritime de l'Eurasie, notamment les bords Ouest, Sud et Est densément peuplés du continent. Selon lui, le contrôle de cet espace est d'une importance capitale dans le contrôle géopolitique du monde. Par géopolitique, Spykman entend la planification de la politique de sécurité et de la stratégie d'un pays en fonction de ses facteurs géographiques.    
Cette théorie du Rimland s'oppose à la théorie du Heartland, théorisée par Halford John Mackinder. Cette théorie suppose que le contrôle du Heartland, grand territoire en Europe centrale et orientale est décisif pour le contrôle de l'Eurasie et du Monde. Spykman a reproché à Mackinder d’avoir surestimé le Heartland en raison de sa vaste taille, qui augmenterait selon lui son importance stratégique, de son emplacement géographique central et de la suprématie de la puissance terrestre. Spykman a supposé que le Heartland ne serait pas une plaque tournante potentielle de l'Europe, car : 
1. La Russie occidentale était alors une société agraire ;
2. Les zones industrialisées se trouvaient alors en Europe de l'Ouest et au Royaume-Uni ;
3. Cette région est entourée au nord, à l'est, au sud et au sud-ouest par certains des plus grands obstacles au transport (glace et température glaciale, abaissement des montagnes, etc.) ;
4. Il n’y a jamais vraiment eu de simple opposition entre  puissance terrestre et puissance maritime. Le contrôle de ces deux paramètres était nécessaire pour dominer le monde.

Spykman pensait que le Rimland, la bande de terre côtière qui entoure l'Eurasie, est plus important que la zone d'Asie centrale (le Heartland) pour le contrôle du continent eurasien. La vision de Spykman est à la base de la "politique d'endiguement" mise en œuvre par les États-Unis dans leur relation/position avec l'Union soviétique au cours de la période qui a suivi la Seconde Guerre mondiale. 
Ainsi, le «Heartland» lui paraît moins important que le « Rimland ». On peut constater que le concept garde de son importance dans le monde actuel, avec la montée en puissance de nouveaux acteurs géostratégiques comme la Chine.

## Concept
Selon Spykman, « Qui contrôle le Rimland dirige l'Eurasie, qui dirige l'Eurasie contrôle les destinées du monde ». 
Le Rimland, le « croissant intérieur ou marginal » de Halford Mackinder, était divisé en trois sections : 
- Le littoral européen ;
- Le désert d' Arabie et du Moyen-Orient ;
- La terre de la « mousson asiatique », c'est-à-dire le sous-continent indien et le littoral chinois.

Le Rimland ou le croissant intérieur contient la plupart des habitants de la planète et une grande partie de ses ressources. Il se situe entre le Heartland et les mers marginales (Méditerranée, Mer Rouge et Mer de Chine méridionale). C’est donc un espace plus important que Heartland. Il comprend l'Asie mineure, l'Arabie, l'Iran, l'Afghanistan, l'Asie du Sud-Est, la Chine, la Corée et la Sibérie orientale, à l'exception de la Russie continentale.
Alors que Spykman accepte les deux premières sections comme définies, il rejette le simple regroupement des pays asiatiques en une seule "terre de mousson". L'Inde, le littoral de l'océan Indien et la culture indienne sont géographiquement et historiquement séparés des terres chinoises. 
Le Rimland se caractérise par le fait qu'il s'agit d'une région intermédiaire, située entre le cœur du pays et les puissances maritimes marginales. En tant que zone tampon amphibie entre les puissances terrestres et les puissances maritimes, elle doit se défendre des deux côtés, et c'est là que résident ses problèmes fondamentaux de sécurité. La conception de Spykman du Rimland ressemble davantage à la "zone débattue et discutable" d'Alfred Thayer Mahan qu'au croissant intérieur ou marginal de Mackinder. 
Le Rimland a une grande importance en raison de son poids démographique, de ses ressources naturelles et de son développement industriel. Spykman considère cette importance comme la raison pour laquelle le Rimland sera crucial pour contenir le Heartland, alors que Mackinder avait cru que le croissant extérieur ou insulaire, en particulier le Royaume-Uni, serait le facteur le plus important dans le confinement du Heartland. 

## Applicabilité
Il a appelé à la consolidation des pays du Rimland pour assurer leur survie des alliés pendant la Seconde Guerre mondiale.  